# Амброзија (нимфа)
Амброзија је у грчкој митологијији била нимфа. Њено име има значење „воћно пиће“. 

## Митологија
Према Хигину, она је нисејска нимфа. Помиње се као додонска нимфа, која је заједно са другим нимфама однеговала бога Диониса. Када је Ликург прогонио овог бога, али и његове пратиље, све су пронашле уточиште код Тетиде, осим ње. Геја ју је том приликом претворила у чокот винове лозе. Помиње се и као једна од хијада.